# Chocolat des forces armées des États-Unis
Le chocolat des forces armées des États-Unis est un élément des rations alimentaires de l'armée américaine depuis la ration D. Aujourd'hui (2016), le chocolat militaire  délivré aux troupes fait partie des rations militaires de base. Les rations de chocolat ont deux fonctions : elles remontent le moral et sont des rations d'urgence avec un fort apport calorique. La majorité du chocolat délivré au personnel militaire a été produite par The Hershey Company.

## Libération de la France
En 1944, lors de la libération de la France par les troupes alliées, les militaires américains distribuent à la population venue les rencontrer le contenu de leurs rations militaires et notamment des tablettes de chocolat. Ces distributions participent à la création d'une ambiance euphorique, mais sont également parfois perçues comme humiliantes.

## Ration D
La ration D, d'abord appelée « Logan bar » du nom du colonel Paul Logan (en) est développée entre 1934 et 1936, la phase de production débutant en 1937. Elle est utilisée par l'armée des États-Unis et se compose de trois barres de chocolat de quatre onces chacune emballée dans du carton et de la cellophane.